# Guidoccio Cozzarelli
Pour les articles homonymes, voir Cozzarelli.
Guidoccio Cozzarelli ou Guidoccio di Giovanni di Marco Cozzarelli (Sienne, 1450 - env. 1516) est un peintre et un enlumineur italien de l'école siennoise.

## Biographie
Guidoccio Cozzarelli fut l'élève de Matteo di Giovanni.

## Œuvres

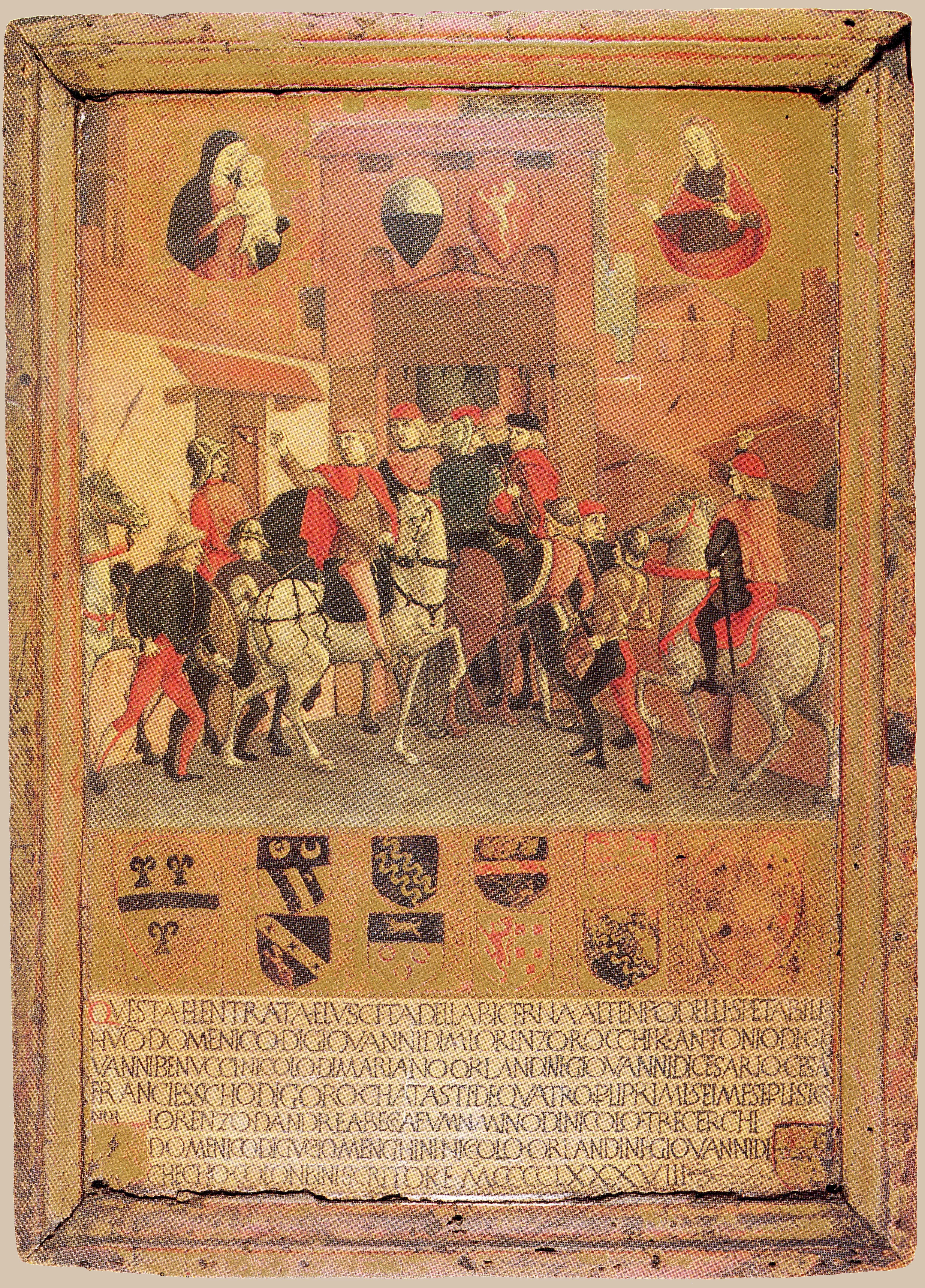
Le Retour des Noveschi à Sienne (1448), tavoletta di Biccherna.

- Enluminures d'antiphonaires (v. 1480), Cathédrale Notre-Dame-de-l'Assomption de Sienne
- La Vierge guidant le vaisseau de la République (1487), tavoletta di Biccherna
- Saint Sébastien, pinacothèque nationale de Sienne
- Épisodes de l'Ancien Testament.
- Baptême du Christ,
- Crucifixion,  collection Samuel H. Kress, Museum of Art, University of Arizona
- La Vierge à l'Enfant entre saint Nicolas et saint Barthélémy, collection privée[1]
- La Fuite en Égypte,
- Histoire de la Croix,
- Tarquin et Lucrèce, panneau de cassone,
- Le Retour d'Ulysse, panneau avant de cassone,
- Annonciation et Voyage vers Bethléem, collection Kress, Lowe Art Museum, Coral Gables, Floride
- Vierge à l'Enfant, Chazen Art Museum, Madison, Wisconsin
- Panneaux de cassoni, château d'Écouen
- Sainte Catherine de Sienne échange son cœur avec le Christ.
- Le Retour des Noveschi à Sienne (1448), tavoletta di Biccherna.

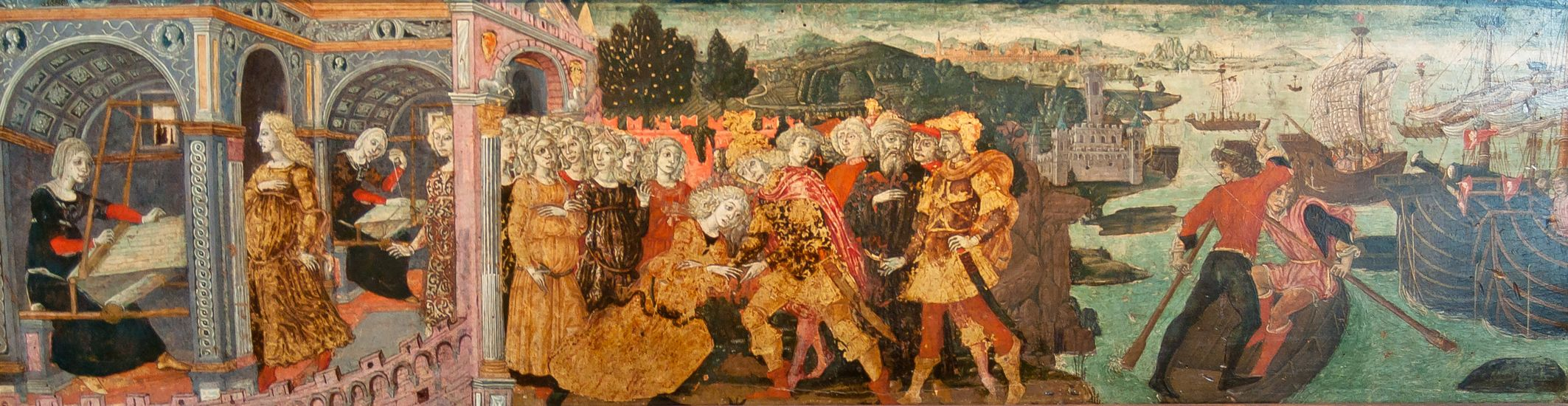
Le Départ d'Ulysse, château d'Écouen, panneau avant de cassone.